# Haugok
Haugok är en sjö i Arjeplogs kommun i Lappland och ingår i Piteälvens huvudavrinningsområde. Sjön har en area på 0,421 kvadratkilometer och ligger 621 meter över havet. Haugok ligger i Hornavan-Sädvajaure fjällurskog Natura 2000-område.
Namnet är samiskt och kan på svenska översättas med Gäddsjön eller Gäddtjärn.

## Delavrinningsområde
Haugok ingår i det delavrinningsområde (737676-158266) som SMHI kallar för Mynnar i Rappen. Medelhöjden är 663 meter över havet och ytan är 82,42 kvadratkilometer. Det finns inga avrinningsområden uppströms utan avrinningsområdet är högsta punkten. Viepsajåkkå som avvattnar avrinningsområdet har biflödesordning 3, vilket innebär att vattnet flödar genom totalt 3 vattendrag innan det når havet efter 260 kilometer. Avrinningsområdet består mestadels av skog (63 procent) och kalfjäll (31 procent). Avrinningsområdet har 1,1 kvadratkilometer vattenytor vilket ger det en sjöprocent på 1,3 procent.